# Petro Porosjenko
Petro Oleksijovytj Porosjenko (ukrainska: Петро Олексійович Порошенко), född 26 september 1965 i Bolhrad ii Ukrainska SSR i Sovjetunionen (nu Ukraina), är en ukrainsk politiker. Porosjenko var Ukrainas president från 2014 till 2019. 
Porosjenko vann presidentvalet i Ukraina 2014 och hade tidigare varit landets utrikesminister under Julia Tymosjenkos sista månader som premiärminister inför presidentvalet 2010. 
Han var dessutom handelsminister under nio månader 2012, då Viktor Janukovytj var president. Porosjenko är även nära vän med en annan ex-president, Viktor Jusjtjenko.
Porosjenko var den första presidenten i Ukraina som talade engelska.

## Biografi

### Bakgrund
Porosjenko föddes i Bolhrad (ryska: Bolgrad) men är uppvuxen i Vinnytsia, den stad som är centrum för hans politiska verksamhet. Han valdes till det ukrainska parlamentet 1998 och gick med i Socialdemokraterna. I 2001  bildade han partiet Solidarnost, som samma år fusionerades med ytterligare fyra partier i Regionernas parti med Mykola Azarov som ledare och med Porosjenko som viceordförande.
I december 2001 lämnade Porosjenko partiet och anslöt med Solidarnost till Vårt Ukraina. Han ansågs vara en nära medarbetare till Viktor Jusjtjenko och ses som en viktig ekonomisk bidragsgivare till den orangea revolutionen. 
När Julia Tymosjenko blev premiärminister 2005 var Porosjenko chef för Ukrainas säkerhetsråd. Han blev 2006 åter invald i parlamentet för Vårt Ukraina och var ordförande i finansutskottet. Porosjenko var 2007 ordförande i Ukrainska Nationalbanken och 2009–2010 statssekreterare.

### Presidentvalet 2014
Porosjenko ställde upp som kandidat till presidentposten i 2014 års presidentval där han med 54,70 procent av rösterna blev överlägsen etta och vald utan behov av en andra valomgång. Valets tvåa var Julia Tymosjenko med 12,81 procent av rösterna. Han vann i samtliga valdistrikt där val kunde genomföras, utom i ett distrikt i Charkiv oblast där Mychajlo Dobkin fick flest röster.

## Politik som president
Porosjenko svors in som landets president den 7 juni 2014. Vid tillträdet lovade han politiska eftergifter till folket i östligaste Ukraina. Angående Krim, påtalade han dock Rysslands olagliga annekterande och att Krim "alltid skulle vara ukrainskt". Under juni månad lät han dock Ukrainas militär fortsätta striderna för att återta det territorium i Donetsk- och Luhansk oblast som under åren gått förlorade till proryska separatister i de två utbrytarrepublikerna.
I slutet av månaden utlystes en tio dagar lång vapenvila i striderna mot separatisterna i öst. Under den dryga veckan besökte Porosjenko Bryssel för att skriva under Ukrainas samarbetsavtal med EU. Därefter arrangerades en över två timmar lång telefonkonferens med Porosjenko, Vladimir Putin och de båda medlarna François Hollande och Angela Merkel (Frankrikes och Tysklands respektive ledare), utan något konkret resultat. Den av Porosjenko utlysta vapenvilan avslutades den 30 juni och avlöstes av förnyade strider i Donetsk- och Luhansk-regionerna.
Porosjenko lade 26 juni fram ett förslag till grundlagsändringar, vilket syftade till en viss decentralisering av makten på lokal och regional nivå. Förslaget innebar bland annat att lokala myndigheter skulle få behålla mer av skatteintäkterna. Ukrainska skulle fortfarande vara Ukrainas enda officiella språk, men (bland annat) ryska skulle få en garanterad status som regionalt språk. Landet skulle också fortfarande vara en enhetsstat, eftersom Porosjenko befarade att en omvandling till federalism i praktiken skulle kunna låta Ryska federationen kontrollera (delar av) östra Ukraina. Lagförslaget kommer att behandlas av parlamentet senare i månaden, och därefter ska man utlysa nyval till de lokala politiska församlingarna.
Den 25 augusti utlyste Porosjenko nyval till parlamentet, att äga rum 26 oktober.

### Presidentvalet 2019
Volodymyr Zelenskyj vann 2019 års presidentval med ett stöd på drygt 73 procent. Den sittande presidenten Porosjenko hade ett stöd på knappt 25 procent. Zelenskyj hade inget parti även om hans valrörelse ”Folkets tjänare” senare blev ett.

## Förmögenhet
Porosjenko var enligt Forbes år 2012 Ukrainas sjunde rikaste man. Förmögenheten omfattar bland annat chokladproducenten Roshen och tv-kanalen Kanal 5. 
I april 2016 avslöjade Panamadokumenten att Porosjenko gömt pengar i skatteparadis genom så kallade brevlådeföretag.

## Utmärkelser
- Förtjänstorden (Ukraina, 1999)[9]
- Republikens orden (Moldova, 2014)[10]
- Vita örnens orden (Polen, 2014)[11]
- Stara planina-orden (Bulgarien, 2016)[12]
- Civilmeritens orden (Spanien, 2010)[13]